# ديليا بيمبرتون
ديليا بيمبرتون (بالإنجليزية: Delia Pemberton)‏ هي عالمة مصريات بريطانية، ولدت في 1954.